# Dino Berlinetta Speciale
Der Dino Berlinetta Speciale ist ein 1965 gebautes Konzeptfahrzeug, das Pininfarina für den italienischen Sportwagenhersteller Ferrari entwickelte. Das Auto hat einen in Mittellage eingebauten Sechszylinder-V-Motor und kombiniert damit zwei Konstruktionsmerkmale, die Ferrari bis dahin bei Straßenfahrzeugen nicht angewendet hatte. Das Karosseriedesign war einflussreich. Der Dino Berlinetta Speciale nahm unter anderem die Form des Dino 206 GT vorweg, der ab 1968 in Serie produziert wurde.

## Entstehungsgeschichte
Der Dino Berlinetta Speciale bereitete eine konzeptionelle Neuausrichtung Ferraris bei Straßensportwagen vor. Nach Enzo Ferraris Vorgaben wurden seine Autos regelhaft von Zwölfzylindermotoren angetrieben, die in Frontlage eingebaut waren. Zwar stellte Ferrari zu Beginn der 1960er-Jahre seine Wettbewerbsfahrzeuge nach einigem Zögern schrittweise auf Mittelmotoren um, nachdem britische Konstruktionen die Vorteile dieser Auslegung unter Beweis gestellt hatten; bei den Straßensportwagen blieb Ferrari indes bis in die späten 1960er-Jahre hinein konsequent bei großen Frontmotoren und Hinterradantrieb.
Ferraris Mittelmotorrennwagen erwiesen sich (außerhalb des Formelsports) in den 1960er-Jahren als erfolgreich: Das Werksteam hatte mit dem Dino 246SP, der von einem Sechszylinder-V-Motor angetrieben wurde, unter anderem die Targa Florio der Jahre 1961 und 1962 sowie das 1000-km-Rennen auf dem Nürburgring 1962 gewonnen. Daran anknüpfend, beschloss Ferrari, ab 1967 mit einem vergleichbaren Sechszylindermotor auch in der Formel-2-Europameisterschaft präsent zu sein. Für diese Saison hatte die FISA ein neues Reglement erlassen, zu dem unter anderem der Einsatz von Motoren gehörte, die auf Serientriebwerken basierten. Weil Ferrari nicht in der Lage war, die zur Homologation erforderliche Zahl von 500 Serienmotoren zu produzieren, bezog der Rennstall den Turiner Autokonzern Fiat ein: Fiats Techniker Aurelio Lampredi leitete von dem Rennsportmotor eine Straßenversion ab, die ab 1966 in größerem Umfang in die Seriensportwagen der Reihe Fiat Dino eingebaut wurde. 
Daran knüpfte Ferrari mit einem eigenen Straßenmodell an, das eine Variante dieses Sechszylinder-V-Motors erhielt und als Mittelmotorauto ausgelegt war. Einen ersten Designvorschlag für diesen kleinen Ferrari stellte Pininfarina 1965 mit dem Dino Berlinetta Speciale vor. Daraus wurde zwei Jahre später das Serienmodell Dino 206 GT.

## Modellbeschreibung

### Karosseriedesign

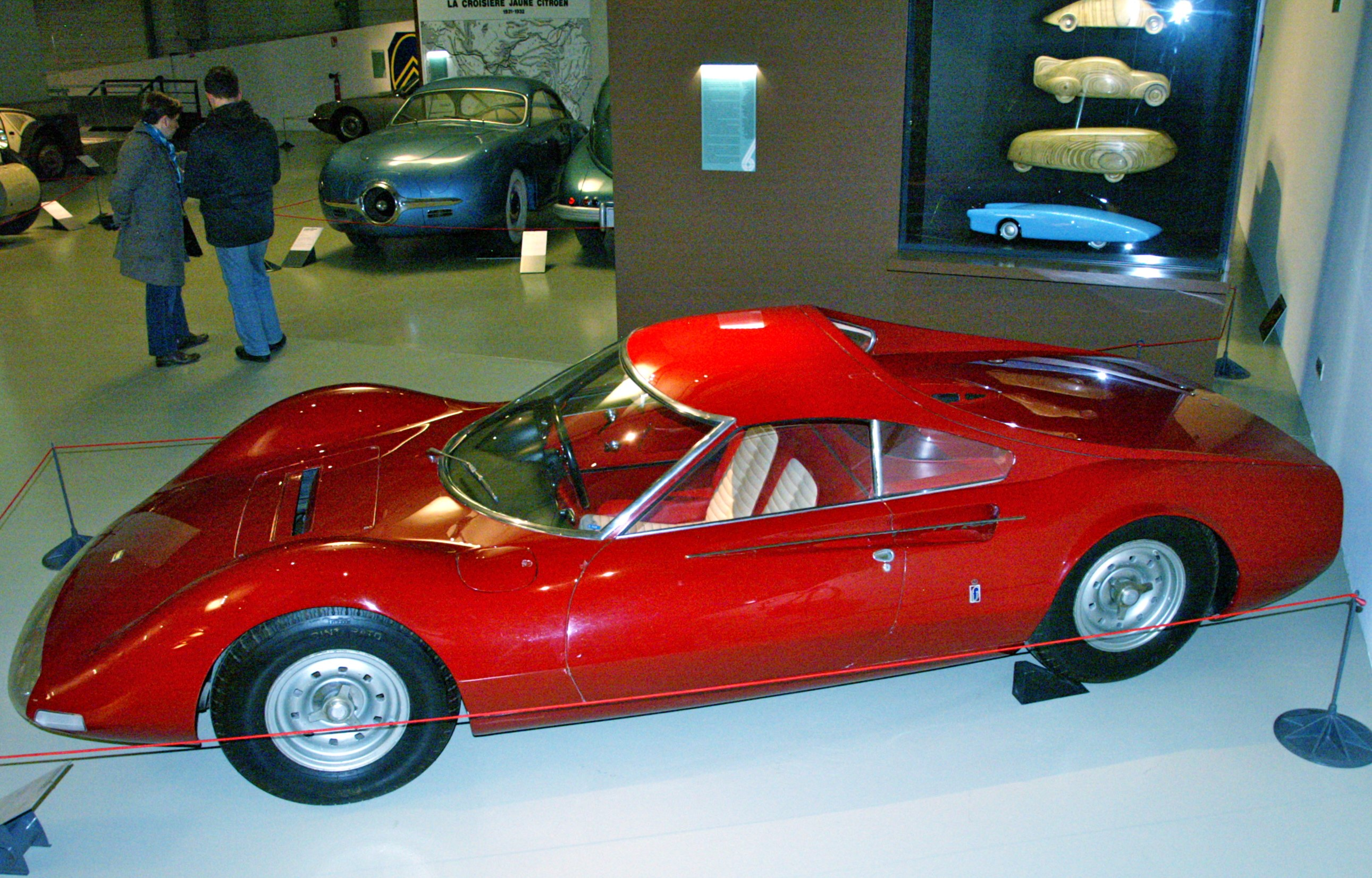
Der Dino Berlinetta Speciale im Musée des 24 Heures du Mans (2010)

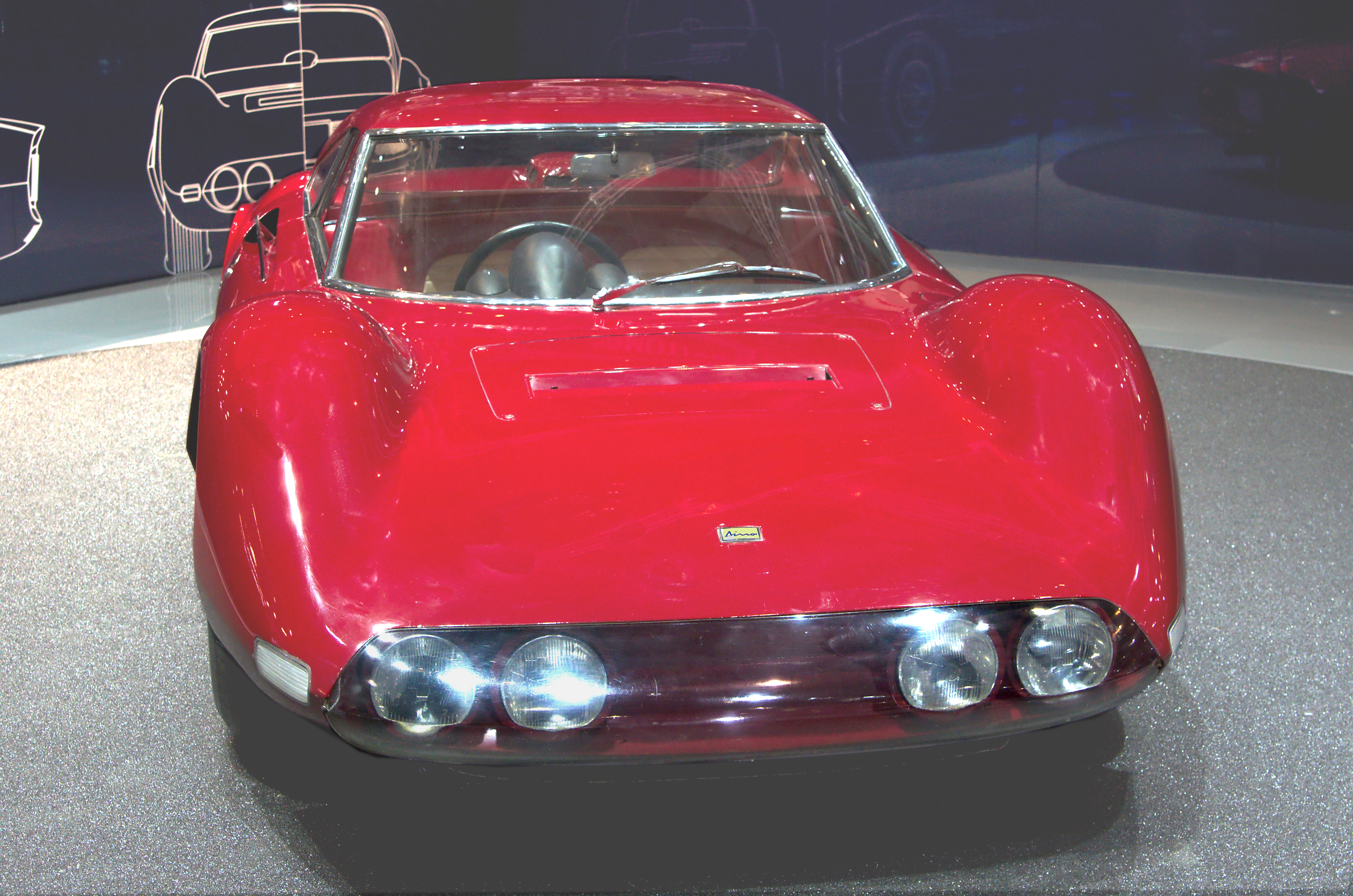
Verglaste Frontpartie

Der Dino Berlinetta Speciale ist ein zweitüriges, zweisitziges Coupé mit Rechtslenkung.
Das Karosseriedesign entstand bei Pininfarina. Die ersten Zeichnungen gehen auf Aldo Brovarone zurück; im Laufe des Gestaltungsprozesses wurden die Entwürfe von Leonardo Fioravanti überarbeitet. Der Dino Berlinetta Speciale gilt als das letzte Auto, dessen Form von dem 1966 verstorbenen Unternehmensgründer Battista Pininfarina genehmigt wurde.
Stilistisch herausragend ist die geschwungene Linie des Vorderwagens: Die vorderen Kotflügel ragen weit über die Gürtellinie des Passagierabteils hinaus. Die Flanken haben eine Lichtkante, die waagerecht auf Höhe der Radnaben verläuft. Die Windschutzscheibe ist stark geneigt. Hinten ist das Profil von einer Strebe geprägt, die vom oberen Ende der B-Säule bis zum Heckabschluss fließend abfällt. Die Heckscheibe ist konkav gewölbt; im mittleren Bereich endet sie unmittelbar hinter den Sitzen. Die seitlichen Lufteinlässe beginnen in den Türen und reichen, sich allmählich verbreiternd, in die hinteren Kotflügel hinein. In der Mitte der Lufteinlässe befindet sich eine waagerechte verchromte Strebe. Vorn sind zwei niedrig angeordnete Doppelscheinwerfer installiert. Sie liegen hinter einer über die gesamte Wagenbreite reichenden Abdeckung aus Acrylglas. Brovarone griff dabei eine Idee auf, die er bereits 1964 bei den offenen und geschlossenen Varianten des Abarth 1000 Pininfarina Speciale verwirklicht hatte.

### Rahmen
Das Auto hat einen Gitterrohrrahmen, den Ferrari für den als Einzelstück gebauten Rennsportwagen Ferrari Dino 206P konstruiert hatte. Dieser Ursprung des Chassis erklärt die Rechtslenkung des Dino Berlinetta Speciale. Die Karosserieteile sind aus Aluminiumblechen gefertigt.

### Motor und Kraftübertragung
Der Dino Berlinetta Speciale wird von einem Sechszylinder-V-Motor mit 1986 cm³ Hubraum (Bohrung × Hub: 86 × 57 mm) angetrieben (werksinterne Bezeichnung: Tipo 231). Der Zylinderbankwinkel beträgt 65 Grad. Der Motor hat zwei obenliegende Nockenwellen pro Zylinderreihe und je ein Ein- und ein Auslassventil sowie zwei Zündkerzen für jeden Zylinder. Die Gemischaufbereitung übernehmen drei Weber-Doppelvergaser (Tipo 40 DCN). Die Motorleistung liegt bei 180 PS bei 8000 Umdrehungen pro Minute.
Der Motor ist längs hinter den Sitzen eingebaut. Durch diese Ausrichtung unterscheidet sich der Dino Berlinetta Speciale vom späteren Serienmodell Dino 206 GT, bei dem der Motor quer eingebaut ist.
Die Kraftübertragung übernimmt ein handgeschaltetes Getriebe mit fünf synchronisierten Vorwärtsgängen und einem unsynchronisierten Rückwärtsgang.

## Produktion
Der Dino Berlinetta Speciale wurde als fahrbereiter Prototyp bei Pininfarina aufgebaut; wahrscheinlich wurden Detailarbeiten auf verschiedene Subunternehmer ausgelagert. Er blieb ein Einzelstück. Erstmals öffentlich präsentiert wurde er im Oktober 1965 auf dem Pariser Autosalon. Nachdem das Auto bis 1967 auf einer Reihe weiterer Ausstellungen gezeigt worden war, verschenkte Enzo Ferrari den Wagen an einen französischen Sammler. Er stand mehrere Jahrzehnte lang im Musée des 24 Heures du Mans. 2017 wurde der Dino Berlinetta Speciale für einen Preis von 4,3 Mio € verkauft.

## Einfluss des Designs
Das Design des Dino Berlinetta Speciale beeinflusste die Form einer Reihe weiterer Sportwagen. Wesentliche Merkmale griffen Brovarone und Fioravanti 1966 zunächst bei dem dreisitzigen Prototyp Ferrari 365 P Berlinetta Speciale wieder auf, der 1966 erstmals öffentlich gezeigt wurde. Viele Elemente fanden auch Einzug in spätere Serienmodelle: die verlängerten seitlichen Lufteinlässe, die konkav gewölbte Heckscheibe sowie die weit hochgezogenen und kurvigen vorderen Radkästen finden sich sowohl beim 206 GT als auch bei seinem Nachfolger 246 GT/GTS; einige Merkmale übernahm 1975 ebenfalls der 308 GTB/GTS.

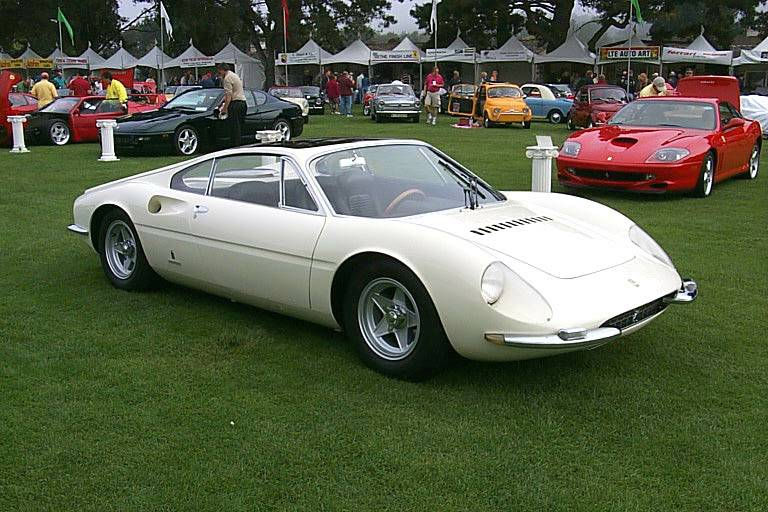
Ferrari 365 P Berlinetta Speciale (1966)
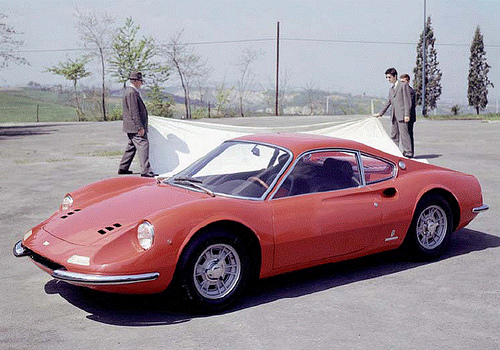
Späteres Serienmodell: Dino 206 GT (1967–1969)
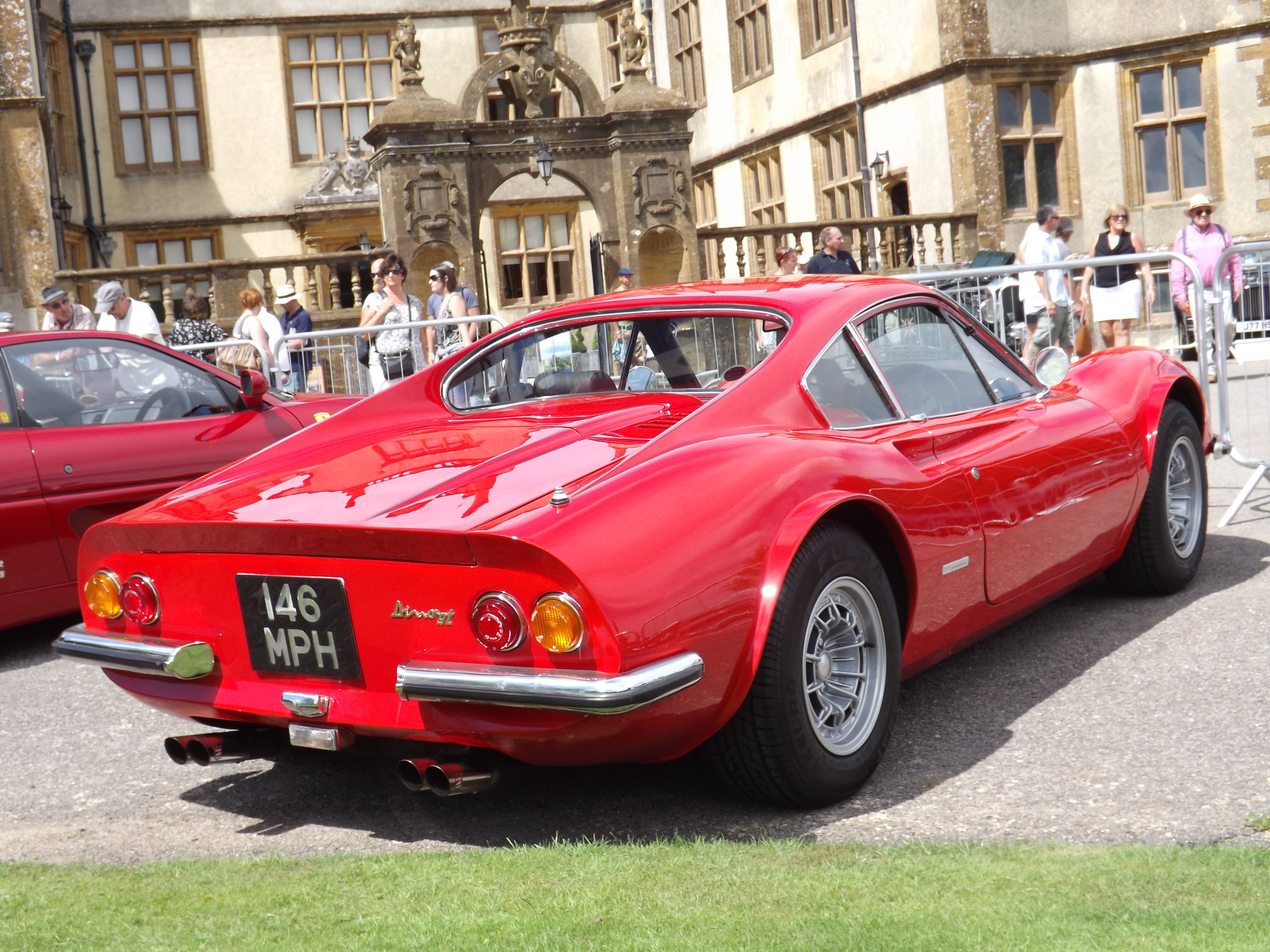
Dino 246 GT (1969–1974)
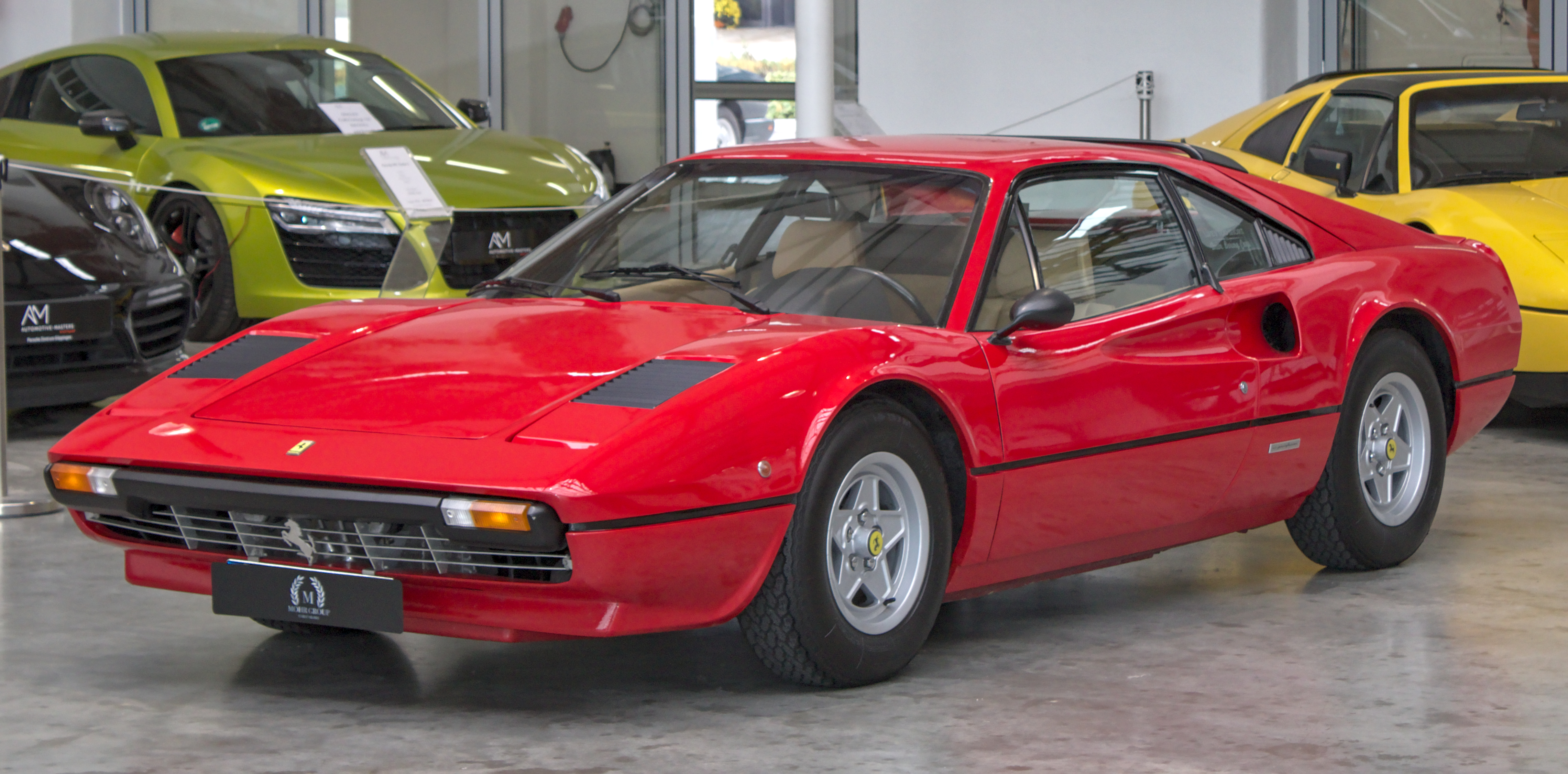
Ferrari 308 GTB (1975–1985)